# Mimela klossi
Mimela klossi är en skalbaggsart som beskrevs av Ohaus 1932. Mimela klossi ingår i släktet Mimela och familjen Rutelidae. Inga underarter finns listade i Catalogue of Life.